# Колупаевка
Колупаевка — деревня в Юргамышском районе Курганской области. Входит в состав Кислянского сельсовета.

## История
До 1917 года в составе Кислянской волости Челябинского уезда Оренбургской губернии. По данным на 1926 год состояла из 110 хозяйств. В административном отношении входила в состав Малобеловского сельсовета Юргамышского района Курганского округа Уральской области.
В 1964 году Указом Президиума ВС РСФСР деревня Колупаевка переименована в Запрудную.
В 1992 году Указом Президиума ВС РФ деревня Запрудная переименована Колупаевку.

## Население
| 2002 | 2010 |
| ---- | ---- |
| 136  | ↘124 |

По данным переписи 1926 года в деревне проживало 552 человека (250 мужчин и 302 женщины), в том числе: русские составляли 100 % населения.